# Coupe de Grèce de basket-ball
La Coupe de Grèce est une compétition de basket-ball. Existant depuis 1976, elle a été un temps disputée sous la forme d'un Final Four, de 1994 à 2004.

## Palmarès
| Date             | Vainqueur     | Finaliste         | Score  | Lieu                            | MVP                                    |
| ---------------- | ------------- | ----------------- | ------ | ------------------------------- | -------------------------------------- |
| 12 juillet 1976  | Olympiakos    | AEK Athènes       | 81–69  | Glyfada Indoor Hall             | N/A                                    |
| 15 juillet 1977  | Olympiakos    | Panionios         | 103–88 | Stade panathénaïque             | N/A                                    |
| 5 juin 1978      | Olympiakos    | AEK Athènes       | 83–72  | Stade panathénaïque             | N/A                                    |
| 2 juin 1979      | Panathinaïkos | Olympiakos        | 79–72  | Stade panathénaïque             | N/A                                    |
| 16 juillet 1980  | Olympiakos    | AEK Athènes       | 85–80  | Stade panathénaïque             | N/A                                    |
| 17 juillet 1981  | AEK Athènes   | Iraklis           | 84–78  | Glyfada Indoor Hall             | N/A                                    |
| 30 juin 1982     | Panathinaïkos | PAOK              | 66–63  | Alexandreio Melathron           | N/A                                    |
| 20 avril 1983    | Panathinaïkos | Olympiakos        | 72–62  | Glyfada Indoor Hall             | N/A                                    |
| 18 avril 1984    | PAOK          | Aris              | 74–70  | Alexandreio Melathron           | N/A                                    |
| 9 mai 1985       | Aris          | Panathinaïkos     | 86–70  | Stade de la Paix et de l'Amitié | N/A                                    |
| 23 avril 1986    | Panathinaïkos | Olympiakos        | 88–78  | Stade de la Paix et de l'Amitié | N/A                                    |
| 15 avril 1987    | Aris          | Panellinios       | 110–70 | Stade de la Paix et de l'Amitié | N/A                                    |
| 18 mai 1988      | Aris          | AEK Athènes       | 84–71  | Stade de la Paix et de l'Amitié | N/A                                    |
| 13 mai 1989      | Aris          | PAOK              | 91–86  | Alexandreio Melathron           | N/A                                    |
| 21 mai 1990      | Aris          | PAOK              | 75–62  | Stade de la Paix et de l'Amitié | N/A                                    |
| 11 avril 1991    | Panionios     | PAOK              | 73–70  | Stade de la Paix et de l'Amitié | N/A                                    |
| 13 mai 1992      | Aris          | AEK Athènes       | 74–62  | Stade de la Paix et de l'Amitié | N/A                                    |
| 15 mai 1993      | Panathinaïkos | Aris              | 96–89  | Stade de la Paix et de l'Amitié | N/A                                    |
| 27 mai 1994      | Olympiakos    | Iraklis           | 63–51  | Stade de la Paix et de l'Amitié | N/A                                    |
| 5 mars 1995      | PAOK          | Panionios         | 72–53  | Lamia Indoor Hall Halkiopoulio  | Bane Prelević (en) PAOK                |
| 24 mars 1996     | Panathinaïkos | Iraklis           | 85–74  | Stade Pampeloponnisiako         | Dominique Wilkins Panathinaïkos        |
| 13 avril 1997    | Olympiakos    | Apóllon Pátras    | 80–78  | Complexe olympique d'Athènes    | David Rivers Olympiakos                |
| 1er février 1998 | Aris          | AEK Athènes       | 71–68  | Alexandreio Melathron           | Panayiótis Liadélis Aris               |
| 31 janvier 1999  | PAOK          | AEK Athènes       | 71–54  | Stade de la Paix et de l'Amitié | Walter Berry PAOK                      |
| 2 avril 2000     | AEK Athènes   | Panathinaïkos     | 59–57  | PAOK Sports Arena               | Željko Rebrača Panathinaïkos           |
| 29 avril 2001    | AEK Athènes   | Panathinaïkos     | 66–64  | Complexe olympique d'Athènes    | İbrahim Kutluay AEK Athènes            |
| 7 avril 2002     | Olympiakos    | Maroussi          | 74–66  | Stade de la Paix et de l'Amitié | Alphonso Ford Olympiakos               |
| 6 avril 2003     | Panathinaïkos | Aris              | 81–76  | Larissa Neapolis Arena          | Fragiskos Alvertis Panathinaïkos       |
| 29 février 2004  | Aris          | Olympiakos        | 73–70  | Lamia Indoor Hall Halkiopoulio  | Néstoras Kómmatos Aris                 |
| 19 février 2005  | Panathinaïkos | Aris              | 72–68  | Lido Indoor Hall                | Jaka Lakovič Panathinaïkos             |
| 18 mars 2006     | Panathinaïkos | Maroussi          | 68–57  | Galatsi Olympic Hall            | Kostas Tsartsaris (1) Panathinaïkos    |
| 24 mars 2007     | Panathinaïkos | AGO Réthymnon     | 87–48  | Complexe olympique d'Athènes    | Kostas Tsartsaris (2) Panathinaïkos    |
| 26 mars 2008     | Panathinaïkos | Olympiakos        | 81–79  | Helliniko Olympic Arena         | Kostas Tsartsaris (3) Panathinaïkos    |
| 22 février 2009  | Panathinaïkos | Olympiakos        | 80–70  | Helliniko Olympic Arena         | Dimítris Diamantídis (1) Panathinaïkos |
| 20 février 2010  | Olympiakos    | Panathinaïkos     | 68–64  | Helliniko Olympic Arena         | Miloš Teodosić (1) Olympiakos          |
| 15 mai 2011      | Olympiakos    | Panathinaïkos     | 74–68  | Helliniko Olympic Arena         | Miloš Teodosić (2) Olympiakos          |
| 10 mars 2012     | Panathinaïkos | Olympiakos        | 71–70  | Helliniko Olympic Arena         | Šarūnas Jasikevičius Panathinaïkos     |
| 10 février 2013  | Panathinaïkos | Olympiakos        | 81–78  | Helliniko Olympic Arena         | Roko Ukić Panathinaïkos                |
| 9 février 2014   | Panathinaïkos | Aris Salonique    | 90–53  | Heraklion Indoor Hall           | Ramel Curry Panathinaïkos              |
| 5 avril 2015     | Panathinaïkos | Apollon Patras    | 68–53  | OAKA Indoor Hall                | Loukás Mavrokefalídis Panathinaïkos    |
| 6 mars 2016      | Panathinaïkos | Faros Keratsiniou | 101–54 | OAKA Indoor Hall                | Dimítris Diamantídis (2) Panathinaïkos |
| 18 février 2017  | Panathinaïkos | Aris Salonique    | 68–59  | Alexandreio Melathron           | James Feldeine Panathinaïkos           |
| 17 février 2018  | AEK Athènes   | Olympiakos        | 88–83  | Heraklion Indoor Hall           | Manny Harris AEK Athènes               |
| 17 février 2019  | Panathinaïkos | PAOK Salonique    | 79–73  | Heraklion Indoor Hall           | Nick Calathes Panathinaïkos            |
| 16 février 2020  | AEK Athènes   | Promithéas Patras | 61–57  | Heraklion Indoor Hall           | Níkos Zísis AEK Athènes                |
| 9 mai 2021       | Panathinaïkos | Promithéas Patras | 91–79  | OAKA Indoor Hall                | Ioánnis Papapétrou Panathinaïkos       |
| 20 février 2022  | Olympiakós    | Panathinaïkos     | 81–73  | Heraklion Indoor Hall           | Tyler Dorsey Olympiakós                |
| 19 février 2023  | Olympiakós    | Peristéri         | 85–57  | Heraklion Indoor Hall           | / Aleksandar Vezenkov Olympiakós       |
| 18 février 2024  | Olympiakós    | Panathinaïkos     | 69–58  | Heraklion Indoor Hall           | Moustapha Fall Olympiakós              |
| 16 février 2025  | Panathinaïkos | Olympiakós        | 79–75  | Heraklion Indoor Hall           | Kostas Sloukas Panathinaïkos           |